# Fotinovo, Pazardjik
Fotinovo (în bulgară Фотиново) este un sat în comuna Batak, regiunea Pazardjik,  Bulgaria. 

## Demografie
Componența etnică a satului Fotinovo
     Turci (71,87%)
     Bulgari (26,56%)
     Nicio identificare (1,56%)
     Altele (0%)
La recensământul din 2011, populația satului Fotinovo era de 704 locuitori. Din punct de vedere etnic, majoritatea locuitorilor (71,87%) erau turci, cu o minoritate de bulgari (26,56%). Pentru 1,56% din locuitori nu este cunoscută apartenența etnică.